# 断线蕨
断线蕨（学名：Leptochilus hemionitideus）为水龙骨科薄唇蕨属下的一个种。